# UBXD5
UBXD5‏ (UBX domain protein 11) هوَ بروتين يُشَفر بواسطة جين UBXD5 في الإنسان.